# Monument d'Həzi Aslanov
Le monument d'Həzi Aslanov, le seul azerbaïdjanais devenu deux fois héros de l'Union soviétique,  est situé à Bakou.

## Histoire
La cérémonie d’ouverture du monument a eu lieu en 1949. Le sculpteur du monument était Fuad Abdurahmanov, artiste du peuple azerbaïdjanais.
En 2012, le monument a été entièrement rénové.